# Amparo Carbonell Tatay
Amparo Carbonell Tatay (València, 1955), és una escultora i catedràtica valenciana de la Universitat Politècnica de València; des de 2010 es acadèmica de la Reial Acadèmia de Belles Arts de Sant Carles, i membre de Consell Valencià de Cultura des de 2018.

## Biografia
Va estudiar escultura a l'Escola de Belles Arts de Sant Carles. Fou Vicedegana de Cultura a la Facultat de Belles Arts entre 1989 i 1991, directora de l'Àrea de Cultura de 1992 a 1993 i entre 1993 i 1996 va ser Vice-rectora de Cultura de la Universitat Politècnica de València. Entre 2006 i 2008 va ser Secretària General del Cercle de Belles Arts de València. En 2012 era catedràtica de Processos Escultòrics de la Facultat de Belles Arts de la Universitat Politècnica de València, on imparteix docència, i fa investigació, gestió i creació artística.
Ha dirigit 14 tesis doctorals, ha impartit docència en Universitats Europees i ha dirigit projectes d'investigació en institucions estatals i internacionals, i ha escrit i col·laborat en diverses publicacions.
Ha participat en exposicions col·lectives i individuals en Fires Internacionals d'Art Contemporani, i ha comisariat nombroses exposicions a Museus i Institucions. La seua obra ha estat exposada en diversos museus i galeries com Tour Eiffel, Southhampton Institute, Museu d'Art Modern de Tarragona i té obra en el Museu Salvador Allende (Xile), Museu de Valls, a la Generalitat Valenciana, al Fons d'Art Contemporani de la Universitat Politècnica de València; Conselleria de Cultura de Múrcia; Museu Torres García (Montevideo, Uruguai), Museu d'Art Contemporani de Villafamés, Institut Valencià d'Art Modern i altres col·leccions privades d'Europa i d'Amèrica.